# Орден Государства
О́рден Госуда́рства, или орден Держа́вы (укр. орден Держави) — знак, вручаемый лицу, награждённому высшей степенью отличия на Украине — званием «Герой Украины» за выдающиеся трудовые достижения. Хотя название и включает в себя слово «орден», фактически таковым в системе государственных наград Украины он не является, поскольку вручается только как атрибут звания «Герой Украины». Получение этого знака без звания невозможно. Наряду с орденом Государства Героям Украины может вручаться и орден «Золотая Звезда» — за совершение выдающегося геройского поступка.

## История
Происхождение ордена Государства восходит к званию Героя Социалистического Труда — высшему званию в СССР и высшей степени отличия за труд.
23 августа 1998 года указом президента Украины Л. Д. Кучмы учреждено отличие президента Украины «Герой Украины» (с вручением ордена «Золотая Звезда» или ордена Государства).
16 марта 2000 года Верховная Рада Украины приняла закон Украины «О государственных наградах Украины», которым было предусмотрено, что государственной наградой Украины — высшей степенью отличия Украины является звание Герой Украины (с вручением ордена «Золотая Звезда» или ордена Государства).
2 декабря 2002 года был принят новый указ президента о звании.

## Положение о награде
В 2002 году принят указ президента Украины о звании Герой Украины, которым установлен статут награды, описание орденов и миниатюр.

1. Звание Герой Украины присваивается гражданам Украины за совершение выдающегося геройского поступка либо выдающихся трудовых достижений.
2. Присвоение звания Герой Украины производится указом Президента Украины.
3. Герою Украины вручается орден «Золотая Звезда» за совершение выдающегося геройского поступка или орден Государства — за выдающиеся трудовые достижения.
4. Герой Украины, удостоенный ордена «Золотая Звезда», в случае совершения им выдающихся трудовых достижений может быть удостоен ордена Государства, а Герой Украины, удостоенный ордена Государства, в случае совершения им геройского поступка может быть удостоен ордена «Золотая Звезда».
5. Присвоение звания Герой Украины во второй раз с вручением одного и того же ордена не производится.
6. Звание Герой Украины может быть присвоено посмертно.
7. Звание Герой Украины не присваивается за заслуги, которые имели место в прошлом и не связаны со становлением и развитием независимой Украины.

Оригинальный текст (укр.)
1. Звання Герой України присвоюється громадянам України за здійснення визначного геройського вчинку або визначних трудових досягнень.
2. Присвоєння звання Герой України провадиться указом Президента України.
3. Герою України вручається орден «Золота Зірка» за здійснення визначного геройського вчинку або орден Держави — за визначні трудові досягнення.
4. Герой України, удостоєний ордена «Золота Зірка», у разі здійснення ним визначних трудових досягнень може бути удостоєний ордена Держави, а Герой України, удостоєний ордена Держави, у разі здійснення ним геройського вчинку може бути удостоєний ордена «Золота Зірка».
5. Присвоєння звання Герой України вдруге з удостоєнням одного й того ж ордена не провадиться.
6. Звання Герой України може бути присвоєно посмертно.
7. Звання Герой України не присвоюється за заслуги, які мали місце в минулому і не пов'язані зі становленням та розвитком незалежної України.

— статут звания Герой Украины

## Описание
Знак изготовляется из золота и имеет форму знака княжеского государства Владимира Великого — трезубец в обрамлении двух дубовых веток. Изображения рельефные.
Длина знака составляет 35 мм, ширина — 36 мм. Обратная сторона ордена плоская, с надписью рельефными буквами «Герой Украины» и порядковым номером ордена. На верхушке среднего острия трезубца есть кольцо с ушком, которое соединяется с фигурной колодкой, обтянутой лентой. Длина колодки — 45 мм, ширина — 28 мм. На обратной стороне колодки — застёжка для прикрепления ордена к одежде. Лента ордена шёлковая муаровая с полосками синего и жёлтого цветов. Ширина ленты — 28 мм, ширина каждой полоски — 14 мм.

## Порядок ношения
Ордена «Золотая Звезда» и Государства носятся на левой стороне груди и размещаются выше других государственных наград.
Для орденов «Золотая Звезда» и Государства звания «Герой Украины» предусмотрена миниатюра, которая носится на левой стороне груди вместо соответствующего ордена выше миниатюр и планок других государственных наград Украины. Миниатюра орденов единая, изготавливается из золота и имеет форму пятиугольной звезды с гладкими двугранными лучами с лицевой стороны; в центре звезды размещено рельефное изображение тризуба.
Уставом отличия президента Украины «Герой Украины» (до 2002 года) была также предусмотрена возможность ношения орденской планки, которая размещалась выше миниатюр и планок других отличий президента Украины. Планка представляля собой прямоугольную металлическую пластинку, обтянутую лентой. На планке — позолоченное изображение ордена. Высота планки составляла 12 мм, ширина — 28 мм. Миниатюра ордена — копия ордена в уменьшенном виде.
- Единая миниатюра орденов «Золотая Звезда» и Государства звания «Герой Украины»
- Орденская планка

## Перевод названия награды
На сайте президента Украины используется вариант перевода украинского названия орден Держави на русский язык — орден Державы.